# Storena maculata
Storena maculata là một loài nhện trong họ Zodariidae.
Loài này thuộc chi Storena. Storena maculata được Octavius Pickard-Cambridge miêu tả năm 1869.